# Quadrigyrus polyspinosus
Quadrigyrus polyspinosus is een soort haakworm uit het geslacht Quadrigyrus. De worm behoort tot de familie Quadrigyridae. Quadrigyrus polyspinosus werd in 1984 beschreven door Li.